# عراري (الرضمة)

تعديل مصدري - تعديل

عراري محلة تابعة لقرية ذى اشرع، التابعة لعزلة سودان بمديرية الرضمة إحدى مديريات محافظة إب في الجمهورية اليمنية.، بلغ تعداد سكانها 211 حسب تعداد اليمن لعام 2004.